# Udaipur (Rajasthan)

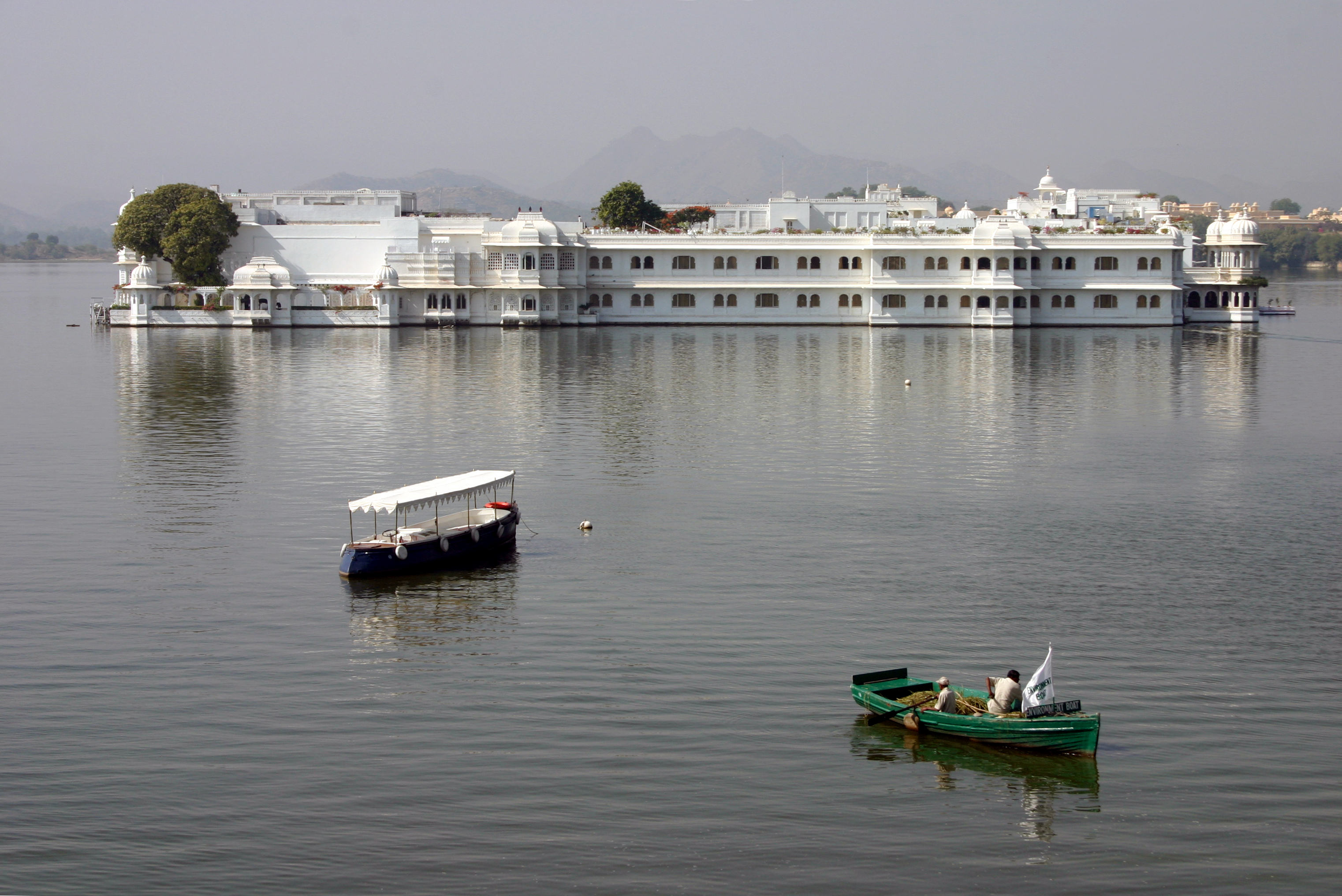
Lake Palace (Jag Niwas) in het Picholameer

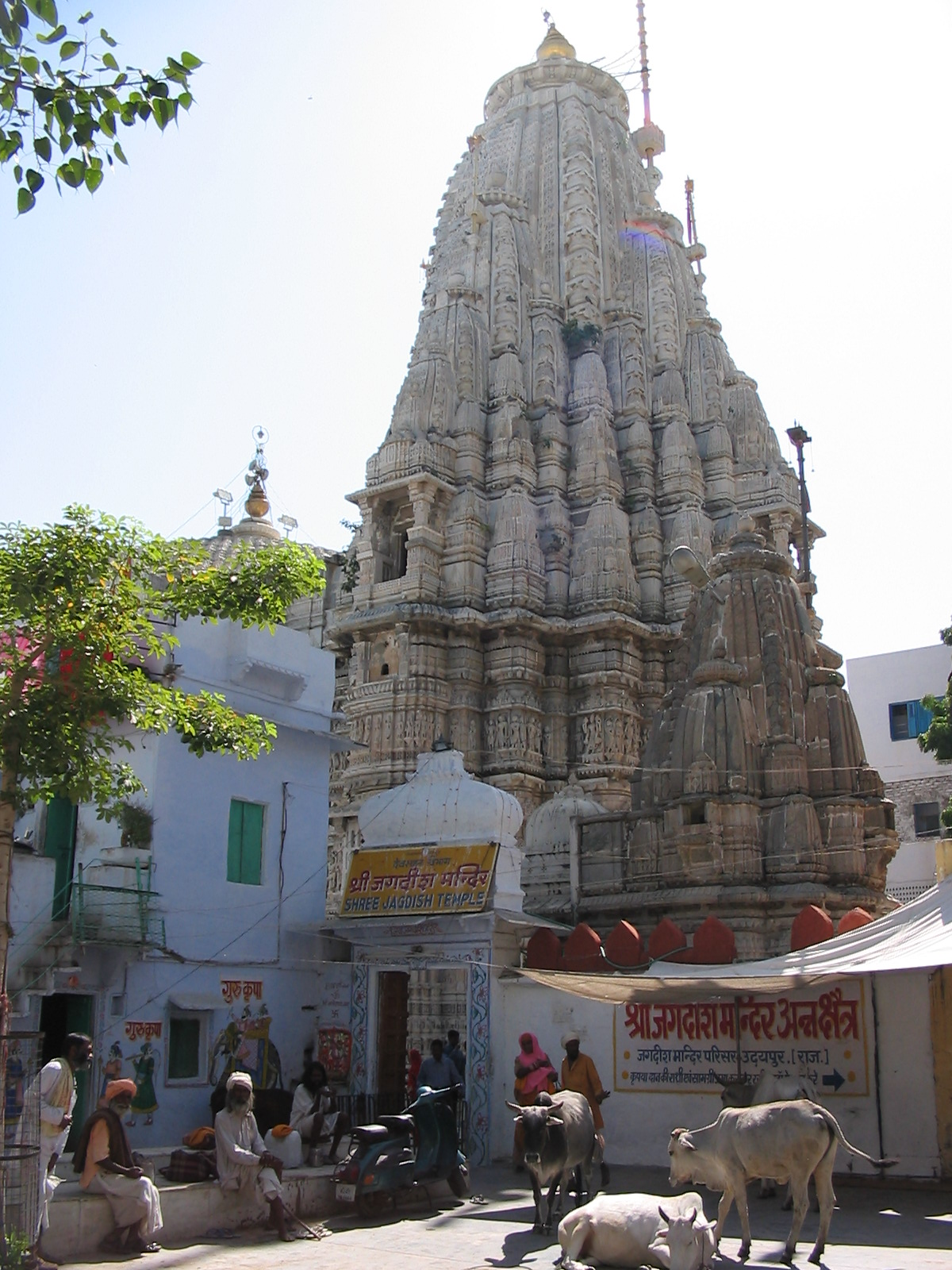
De Jagdish-Tempel

Udaipur (उदयपुर) is een stad in de Indiase deelstaat Rajasthan. Zij is gelegen in het gelijknamige district Udaipur en heeft 389.317 inwoners (2001).
De stad staat vooral bekend als een romantische stad, het Venetië van Rajasthan, gelegen in een vallei op 600 meter boven de zeespiegel. De stad wordt omringd door drie meren, het Picholameer, het Fateh Sagarmeer en het Swaroop Sagarmeer. Deze voorzien de stad van water. De stad is ook bekend vanwege de opnamen voor de James Bond-film Octopussy. Ook de klassiekers Das indische Grabmal en Der Tiger von Eschnapur van Fritz Lang werden eind jaren vijftig in de stad gefilmd.
Udaipur heeft een vliegveld en is vanuit Europa bereikbaar via een tussenstop in New Delhi of Mumbai.

## Bezienswaardigheden
- Jag Niwas, dit voormalig paleis van de Maharana's ligt midden in het Picholameer; het is nu een luxueus hotel.[2]
- Jag Mandir, een ander klein paleis in hetzelfde meer, gebouwd in 1620.
- Stadspaleis Udaipur, een van de grootste forten van India.
- Bagore-ki-Haveli, een 18e-eeuws paleis aan het Picholameer.
- Jagdishtempel, een tempel uit de 17e eeuw gewijd aan Vishnu.
- Moti Magri, of Parelheuvel; op deze heuvel staat een standbeeld van de vroegere heerser Maharana Pratap Singh II; hij zit op een paard en kijkt uit over het Fateh Sagarmeer.
- Sajjangarh Fort, ook moessonpaleis genoemd; dit paleis/fort werd in 1884 gebouwd en ligt op een heuvel boven de stad.
- Gulab Bagh & Zoo, een uitgebreide rozentuin met een dierentuin.
- Dudh Talai, een rotsentuin.
- Nehrutuin, een park op een eiland in het Picholameer.
- Sukhadiafontein, een fontein met drie lagen midden in een grote rotonde.
- Udaipur Solar Observatory, een sterrenwacht op een eiland in het Fatehsagarmeer.

## Geschiedenis
Udaipur werd in 1568 gesticht door Maharana (koning) Udai Singh II, heerser over het Mewarrijk in zuidelijk Rajasthan. Kort daarvoor was hij ontkomen bij de verovering van Chittorgarh, zijn 100 km naar het oosten gelegen residentie tot dan toe, door de Mogolkeizer Akbar de Grote. Udaipur werd de nieuwe hoofdstad van het Mewarkoninkrijk.

### Heersers over Udaipur
- Udai Singh 1537-1572
- Pratap Singh 1572-1596
- Amar Singh 1596-1607
- Sugra 1607-1615
- Karan 1620-1628
- Jagat Singh 1628-1652
- Raja Singh 1652-1680
- Jaya Singh 1680-1699
- Amar Singh II 1699-1711
- Sangrama Singh II 1711-1734
- Jagat Singh II 1734-1752
- Pratap Singh II 1752-1754
- Raja Singh II 1754-1761
- Ari Singh II 1761-1771
- Hammir II 1771-1777
- Bhim Singh 1777-1828
- Jawan Singh 1828-1838,
- Sardar Singh 1838-1842
- Sarup Singh 1842-1861
- Sambhu 1861-1874
- Sujjan Singh 1874-1884
- Fateh Singh 1884-1930
- Sir Bhupal Singh, 1930-1947

## Geboren in Udaipur
- Ram Narayan (1927-2024), sarangispeler